# Albert Höcht
Albert Höcht (* 29. Januar 1906 in München; † 3. Juni 1992 ebenda) war ein deutscher Bergsteiger und Kameramann.

## Leben
Albert Höcht und Hans Ertl (Bergsteiger) lernten sich in den 1920er Jahren in der Sektion Bayerland des Deutschen und Österreichischen Alpenvereins (DuÖAV) in München kennen. Sie unternahmen ab 1929 gemeinsame Bergtouren, an denen auch zeitweise Karl Merk beteiligt war. 
Albert Höcht wurde 1934 als Kameramann und Bergsteiger für die Teilnahme an der von Günter Oskar Dyhrenfurth geleiteten Internationalen Himalaya-Expedition ins Karakorum ausgewählt. Bei dieser Expedition gelang ihm gemeinsam mit Hans Ertl am 12. August 1934 die Erstbesteigung des 7422 Meter hohen Sia Kangri (damals Queen Mary Peak).

## Alpinistische Leistungen (Auszug)
- Erstbesteigung des Sia Kangri (7.422 m), einschließlich aller drei Nebengipfel (1934)
- Erstbesteigung des Baltoro Kangri IV (7.275 m), Südostgipfel des Baltoro Kangri (1934)